# Samsung Galaxy A15
El Samsung Galaxy A15 y el Samsung Galaxy A15 5G son teléfonos inteligentes basados en Android diseñados, desarrollados y comercializados por Samsung Electronics como parte de la gama Galaxy A. Se anunciaron el 11 de diciembre de 2023 y se lanzaron el 16 de diciembre, menos de una semana después.

## Recepción

### Reseñas generales
En general, el diseño del teléfono recibió comentarios positivos y se elogió su simplicidad. Técnicamente, hubo críticas sobre el altavoz, la cámara y el rendimiento general del dispositivo. La multitarea en el dispositivo no se consideró muy buena.

### Preocupaciones sobre seguridad y privacidad
El teléfono utiliza un sensor de huellas dactilares (en el lateral) y tiene 5 años de soporte de seguridad.

### Ventas
A octubre de 2024, el Galaxy A15 fue el teléfono Android más vendido del año, con un estimado de 17,3 millones de unidades vendidas en la primera mitad de 2024.